# Protesta contra SOPA i PIPA

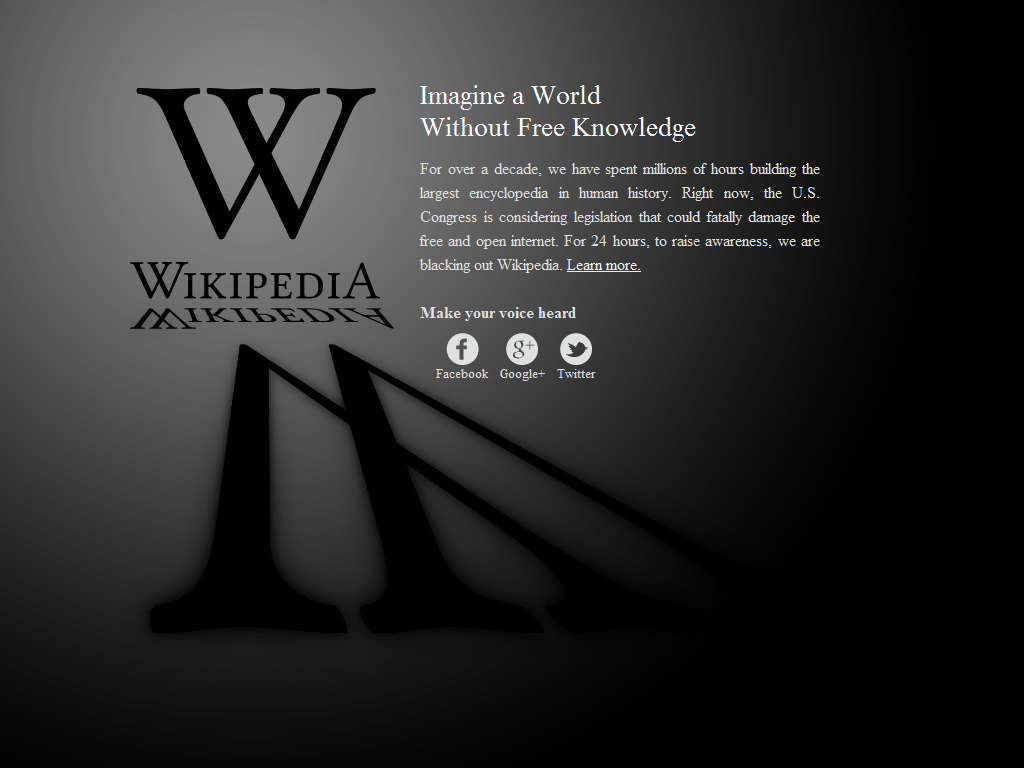
Disseny final per a la portada de Viquipèdia en anglès durant l'apagada. En el títol es llegeix: "Imagina un món sense coneixement lliure".

L'apagada de la Viquipèdia en anglès va ser una interrupció de 24 hores de l'edició de la Viquipèdia en anglès en protesta contra la llei SOPA. La vaga va tenir lloc entre les 05:00 UTC del dimecres 18 de gener de 2012 i la mateixa hora del dijous.
La Viquipèdia en alemany va afegir una etiqueta publicitària, coneguda en anglès com a bàner, a la portada en senyal de rebuig de la llei, com també ho van fer altres viquipedies, entre elles la Viquipèdia en català.

## Història
L'apagada va ser anunciada dilluns 16 de gener a través de la pàgina web de Twitter pel president de la Fundació Wikimedia, Jimbo Wales.
Es van reunir unes 1.800 persones de la Fundació Wikimedia per deliberar sobre quina mesura prendrien com a protesta contra la llei SOPA.
L'edició anglesa va avisar abans del tancament amb un bàner a la portada que informava de quantes hores faltaven pel tancament temporal. El bàner contenia un enllaç a una carta pública escrita per la directora executiva de la Fundació Wikimedia, Sue Gardner. L'apagada de la Viquipèdia en anglès es va dur a terme el dia 18 de gener a partir de les 05.00 UTC, i amb una duració de 24 hores.

### Confusió amb Dick Costolo
Hi va haver una confusió pel que fa a les dites de Dick Costolo, president de Twitter, quan va declarar que era absurd prendre aquesta decisió per una llei nacional. En una notícia sobre el que havia dit Costolo, el diari  The Guardian  havia posat als titulars:  "El cap de Twitter titlla de ximple la protesta de Viquipèdia". Però ell ho va corregir dient:  "Només em referia a la resposta de Twitter davant d'unes veus específiques que suggerien que no es tenien coratge per a fer l'apagada. No faig judicis de valor intencionadament sobre organitzacions de les quals no tinc un context complet". Jimmy Wales li va respondre: "Gràcies,  The Guardian  et va malinterpretar, just com vaig pensar, sou els millors..." 

### Carta pública
A la carta es pot llegir:
| « | Per a: Lectors de la Wikipedia en anglès i la Comunitat De: Sue Gardner, directora executiva de la Fundació Wikimedia Data: 16 gener 2012 El dia d'avui, la comunitat de Viquipèdia ha anunciat la seva decisió de dur a terme una apagada de la Viquipèdia en anglès, en un lapse de 24 hores a tot el món, que s'iniciarà a les 05.00 UTC de la matinada del dia 18 de gener (pots llegir la declaració pública aquí). L'apagada sorgí per a manifestar el rebuig a la proposta de legislació dels Estats Units recollida als projectes de llei anomenats Stop Online Piracy Act (SOPA), presentada ja davant la Cambra de Representants, i pel projecte de llei PROTECTIP Act (PIPA), actualment al Senat. Si s'aprovessin, es preveu que podrien causar un dany sever al projecte d'un Internet lliure i obert, del qual pren part la Viquipèdia. Aquesta fou la primera vegada que la Viquipèdia anglesa va participar en una protesta d'aquesta naturalesa, i no va ser una decisió presa a la lleugera. Així és com ha estat descrita per tres administradors de la Viquipèdia, que van facilitar l'intercanvi formal amb la comunitat. Pres de la declaració pública, signada per Usuari: NuclearWarfare, Usuari: risk i Usuari: Billinghurst: És de l'opinió general de la comunitat de la Viquipèdia que aquestes lleis, si s'aproven, podrien devastar la xarxa lliure i oberta. Durant aquestes últimes 72 hores, més de 1.800 viquipedistes s'han reunit per a discutir les possibles accions que aquesta comunitat podria prendre en contra de SOPA i PIPA. Aquesta es posiciona amb escreix com la discussió amb el nivell elevat de participació que mai s'hagi vist a la Viquipèdia, la qual cosa il·lustra el grau de preocupació que els viquipedistes senten pel que fa a aquesta proposta de legislació. L'aclaparadora majoria dels participants sosté una acció comunitària per encoratjar al gran públic perquè prengui accions com a resposta a aquests projectes de llei. De les propostes considerades pels viquipedistes, la que més suport va rebre va ser aquella d'una "apagada" de la Wikipedia en anglès d'acord amb apagades similars d'altres llocs web que també s'oposen a SOPA i PIPA. Després d'una acurada revisió d'aquesta discussió, els administradors designats han pres nota del suport de tots els viquipedistes d'arreu del món, i no només d'aquells que pertanyen al territori dels Estats Units. L'objecció inicial exposava que era un afer dels Estats Units i, per tant, l'apagada només hauria de tenir lloc en aquest país. Tanmateix, l'esmentada etiqueta publicitària ja hauria aparegut als internautes de la resta del món. A més a més, hem pogut notar que aproximadament un 55% d'aquells que volen l'apagada prefereixen que sigui a tot arreu, ja que la preocupació és global davant la imminent possibilitat d'una legislació similar en altres països. Havent pres aquesta decisió, els viquipedistes poden ser criticats per abandonar la neutralitat i prendre una posició política. Aquesta és una preocupació real i legítima. Volem que la gent confiï en la Viquipèdia, no pas perdre aquesta confiança perquè s'estigui tractant de fer propaganda. Però si bé els articles de la Viquipèdia són neutrals, l'existència de la Viquipèdia en si no ho és. Com el membre de la junta de la Fundació Wikimedia Kat Walsh va escriure en una de les nostres llistes de correu recentment: Depenem de la infraestructura legal que fa possible que operem. I també depenem de la infraestructura legal que permet l'existència d'altres llocs que allotgen continguts sorgits de la contribució dels usuaris, tant pel que fa a informació com pel que fa a l'expressió. En gran part, els projectes de Wikimèdia són una col·lecció organitzada que aplega coneixement del món. Simplement ho estem posant en context tot mostrant a la gent com hi poden trobar un sentit. " Però aquest coneixement hauria d'haver estat publicat alguna vegada per algú perquè poguéssim trobar-lo i utilitzar-lo. Allà on es pot censurar sense el procés pertinent, es fa malbé l'orador, el públic general. De vegades, únicament pots parlar si tens els suficients recursos per a entaular una batalla legal o només quan els teus punts de vista han estat prèviament aprovats per algú encarregat de fer-ho. Llavors, sols podem aspirar a què la voluntat popular pugui tenir accés al mateix conjunt limitat d'idees. " La decisió d'apagar la Viquipèdia en anglès no va ser meva, va ser presa pels editors de la Viquipèdia anglòfona a través d'un procés consensuat. Però li dono suport. Igual que Kat i la resta de la plana directiva de la Fundació Wikimedia, estic començant a pensar cada vegada més en la veu pública de la Viquipèdia i en la bona voluntat de la gent que hi treballa. Hi penso com un recurs que voldríem que fos utilitzat per al benefici del públic. Els lectors confien en la Viquipèdia perquè, malgrat els seus defectes, el cor de la Viquipèdia es troba ben posat. La Viquipèdia no malda per obtenir un benefici de les seves mirades, ni prova de fer-los pensar alguna cosa en particular, ni tampoc intenta de vendre't un producte. La Viquipèdia no té pas una agenda oculta: la Viquipèdia tan sols vol ser útil. Això pot ser una mica menys cert en relació amb el lloc. En essència presenta un interès comercial: el seu propòsit és fer diners. Això no significa que no tingui el desig de fer del món un millor lloc -Molts ho desitgen!-, significa que les seves posicions i accions s'han d'entendre en el context que estan en un conflicte d'interessos. La meva esperança és que quan la Viquipèdia s'apagui el 18 de gener, la gent entengui que ho estem fent pels nostres lectors. Donem suport al dret de tots a la llibertat de pensament i a la llibertat d'expressió. Creiem en el dret de tothom a accedir a material educatiu sobre un ampli ventall de temes, encara que molta gent no ho pugui pagar. Creiem en una xarxa d'Internet lliure i oberta on la informació pugui ser compartida sense cap impediment. I creiem que aquestes noves propostes de llei de l'estil de SOPA i PIPA, i altres lleis similars que es troben en discussió dins i fora dels Estats Units, no defensen els interessos del públic en general. Pots llegir una llista molt bona de motius per oposar-se a SOPA I PIPA aquí, en el lloc de la Electronic Frontier Foundation. Per què estem prenent una mesura global, en comptes d'una de limitada als Estats Units? Per què justament ara que alguns legisladors semblen haver emrès una retirada tàctica de la SOPA? La realitat és que no pensem que SOPA estigui deixant de costat, i la veritat és que PIPA es troba encara bastant activa. I més que això, SOPA i PIPA són només indicadors d'un problema molt més ampli. Tot a l'ample del món, estem sent testimonis del desenvolupament de legislacions que busquen regular Internet en moltes formes diferents que lesionen els nostres drets en línia. La nostra preocupació s'estén més enllà de SOPA i PIPA: aquestes són tan sols una part del problema. I desitgem que Internet segueixi sent lliure i obert, per a tots, a tot arreu. Espero que aquest 18 de gener estiguis d'acord amb nosaltres, i que facis el que estigui al teu abast per fer sentir la teva veu. Sue Gardner, Directora Executiva, altres projectes Fes sentir la teva veu! | » |